# كريس جيمس
كريس جايمس (بالإنجليزية: Chris James)‏ ، من مواليد 1987 في إنجلترا ، لاعب كرة قدم نيوزلندي.
و هو يلعب مع نادي فولهام الإنجليزي.

## روابط خارجية
- كريس جيمس على موقع الاتحاد الدولي (مؤرشف)  (الإنجليزية)
- كريس جيمس على موقع قاعدة بيانات كرة القدم.إي يو (الإنجليزية)
- كريس جيمس على موقع ناشيونال فوتبول تيمز (الإنجليزية)
- كريس جيمس على موقع Soccerway.com (الإنجليزية)
- كريس جيمس على موقع عالم كرة القدم.نت (الإنجليزية)
- كريس جيمس على موقع كووورة